# Zimmerius minimus
A Zimmerius minimus a madarak (Aves) osztályának a verébalakúak (Passeriformes) rendjébe és a királygébicsfélék (Tyrannidae) családjába tartozó faj.

## Rendszerezése
A fajt Frank Michler Chapman amerikai ornitológus írta le 1912-ben, a Tyrannula  nembe Tyranniscus chrysops minimus néven. Egyes szervezetek szerint még mindig ide sorolják.

## Előfordulása
Kolumbia és Venezuela területén honos.